# Riesa
Riesa là một thị xã ở huyện Meißen trong bang tự do Sachsen, Đức. Đô thị Riesa có diện tích 58,7 km², dân số thời điểm ngày 31 tháng 12 năm 2006 là 36.140 người. Riesa năm bên sông Elbe, khoảng 40 km về phía tây bắc của Dresden. 